# Provincia Kandahar
Provincia Kandahar (paștună: کندھار, persană: قندهار) este una dintre provinciile Afganistanului. Este localizată în partea sudică, la frontiera cu statul Pakistan. Capitala sa este orașul Kandahar.